# خنجولة الأطلسي
خُنْجُولَة الأطلسي أو طربون الأطلسي (الاسم العلمي: Megalops atlanticus)، نوع من سمك الخنجولة، تقطن المياه الساحلية ومصبات الأنهار والبحيرات والأنهار. ويُعرف أيضًا باسم الملك الفضي. توجد في المحيط الأطلنطي عادًة في المناطق الاستوائية وشبه الاستوائية.